# Kukričje
Kukričje (cyr. Кукричје) – wieś w Bośni i Hercegowinie, w Republice Serbskiej, w gminie Bileća. W 2013 roku liczyła 20 mieszkańców.